# Hernán Castellano Girón
Hernán Castellano Girón (Coquimbo, 1937; 2016) fue un escritor y pintor chileno que incursionó también en el cine. Murió en abril de 2016.

## Biografía
Castellano Girón terminó la enseñanza secundaria en el Liceo de Aplicación en 1954 y después estudió Química y Farmacia en la Universidad de Chile, donde se tituló en 1960 (siete años más tarde comenzaría a trabajar como profesor en su alma mater).
Después del golpe militar de 1973, encabezado por el general Augusto Pinochet contra el socialista Salvador Allende, tuvo que abandonar su trabajo universitario y exiliarse, primero en Italia y, después, en Estados Unidos.
En la capital italiana fue investigador del Instituto Superior de Sanidad (1974-1980) y en La Sapienza obtuvo una maestría en literatura latinoamericana con una tesis sobre Rosamel del Valle (1981).
Ya en Norteamérica, sacó un doctorado (PhD) en la Universidad de Wayne, Detroit (1985) y al año siguiente comenzó a trabajar como profesor en la Universidad Estatal Politécnica de California, en la ciudad de San Luis Obispo, que dejaría en 2007 para regresar a Chile.
Reside en Isla Negra desde 2008, en una casa ubicada frente a la de Pablo Neruda, convertida en museo.
Como pintor, HCG (que así es como le gusta que le llamen), ha sido ante todo ilustrador de la obra de otros poetas como Neruda, César Vallejo, Rosamel del Valle, Vicente Huidobro y Federico García Lorca. Ha participado en numerosas exposiciones colectivas y ha realizado muestras  individuales en Roma, Detroit, Santa Bárbara y San Luis Obispo.
El primer libro que publicó fue uno de cuentos, Kraal, en 1965. Ha continuado practicando este género, además de escribir poesía y novelas. Sus artículos de crítica literaria han aparecido en diversas revistas especializadas, ha participado en variados festivales y algunas de sus obras han sido traducidas a otros idiomas.
A principios de los años 1970 incursionó en el cine, rodando Nosferatu, una escenita criolla, película en la que el mismo HCG interpretaba a un cura loco. Aunque la terminó antes de que llegara la dictadura, no la pudo editar completamente y la tuvo que enterrar en el patio de su casa: el problema era que el filme, una adaptación libre de Drácula de Bram Stoker, «tenía alusiones a Patria y Libertad al mostrar unas arañas con las formas del símbolo del grupo armado de derecha, arañas que infectaban al pobre vampiro». El título es una parodia al del primer filme de vampiros (también basado en el personaje de Drácula)", del director expresionista alemán Friedrich Murnau: Nosferatu eine simphonie aus grauens (Nosferatu, una sinfonía del terror; 1922).
Aunque tiene una docena de libros publicados, Castellano Girón ha sido en Chile "un escritor casi secreto", desconocido, lo que se ha debido en gran parte probablemente a su largo exilio. El mismo autor, sin embargo, considera que su "pecado mayor ha sido uno sólo, ser original, llevar adelante un discurso que no calza con ninguna de las líneas aceptadas y aceptables sobre todo en narrativa".

## Reconocimientos
- Poeta Laureado de la ciudad de San Luis Obispo 2000-2001[5]

## Obras
- Kraal, cuentos, El Viento en la Llama, Santiago, 1965
- El bosque de vidrio, cuentos  y collages, Ars Nova, Santiago, 1969
- El automóvil celestial / L'automobile celestiale, poesía, Gea Edizioni, Bari, 1977
- Teoría del circo pobre, poesía, Ediciones Cordillera, Ottawa, 1978
- Los crepúsculos de Anthony Wayne Drive / Twilights of Anthony Wayne Drive, poemas, Operation DOME Press, Detroit, 1983
- Otro cielo, poesía, Ediciones Sur, Concepción, 1985
- El ilegible: las nubes y los años", novela corta, Ediciones Sur, Concepción, 1988
- Calducho o las serpientes de calle Ahumada, novela, Planeta, Santiago, 1998
- Un Orfeo del Pacífico, antología de Rosamel del Valle, LOM, Santiago, 2000
- El huevo de Dios y otras historias, cuentos, LOM, Santiago, 2002 (Extractos en Google Books)
- Nosferatu, una escenita criolla, guion e historia fílmica, Tralcamahuida, Isla Negra, 2009
- Las palabras ásperas, ensayo, Ediciones Una Temporada en Isla Negra, 2010
- Llamaradas de nafta, novela, Cuneta, Santiago, 2012
- Espectros, novela, Ediciones Una Temporada en Isla Negra (según el autor, es una autobiografía fantástica, que había comenzado en 2007)[6]
- El Invernadero, novela, Cuneta, Santiago 2013
- Coral de invierno / Winter Chorale, poesía, Ediciones Una Temporada en Isla Negra, Isla Negra, 2015.